# 다나 이브기
다나 이브기(히브리어: דאנה איבגי, 영어: Dana Ivgy, 1982년 4월 3일 ~ )는 이스라엘의 배우이다. 오빌상 여우주연상 2회(제15회, 제25회) 수상자이다.